# Mixco
Mixco is een stad en gemeente in Guatemala. De stad grenst in het oosten aan de hoofdstad Guatemala-Stad. Bij de volkstelling van 2023 had Mixco 527.828 inwoners. Het is qua inwonertal de 2e stad van het land.